# ディエゴ・ゴディン
ディエゴ・ロベルト・ゴディン・レアル（Diego Roberto Godín Leal, スペイン語発音: [ˈdjeɣo ɣoˈðin], 1986年2月16日 - ）は、ウルグアイ・コロニア県出身の元サッカー選手。現役時代のポジションはディフェンダー。元ウルグアイ代表。ウルグアイ代表のキャプテンを務め、同国の最多出場記録（161試合）を持つ。

## クラブ経歴

### ウルグアイ
コロニア県・ロサリオに生まれ、17歳の時にCAセロからデビュー。2006年には強豪ナシオナルに移籍し、プロ意識の高さからすぐにキャプテンに任じられた。

### ビジャレアル
2007年8月2日、チリ人のマヌエル・ペレグリーニ監督率いるリーガ・エスパニョーラのビジャレアルCFに移籍し、5年契約を結んだ。2試合目となる10月7日のCAオサスナ戦 (2-3) で移籍後初得点を記録した。移籍初年度の2007-08シーズンのビジャレアルはFCバルセロナを抑え、優勝したレアル・マドリードに次ぐ2位と躍進。自身は24試合に出場した。2008-09シーズンはUEFAチャンピオンズリーグに出場し、準々決勝に進出した。ゴディンは守備の要として活躍し、ビジャレアルでは主にアルゼンチン代表のゴンサロ・ロドリゲスとセンターバックのコンビを組んだ。2009-10シーズンは36試合に出場して3得点を挙げた。

### アトレティコ・マドリード
2010年8月4日、アトレティコ・マドリードに移籍して5年契約を結んだ。基本となる移籍金は800万ユーロ（約660万ポンド）と報じられており、3年前にゴディンと同じようにビジャレアルからアトレティコに移籍したディエゴ・フォルランとチームメイトになった。8月27日、UEFAスーパーカップのインテル戦 (2-0) でデビューしてフル出場し、ヨーロッパ到着後初のタイトルを獲得した。9月26日のレアル・サラゴサ戦で左膝靭帯を痛めて3週間離脱し、10月30日には虫垂炎の手術を受けて1ヶ月離脱 したものの、2010-11シーズンは25試合に出場した。2011-12シーズンのUEFAヨーロッパリーグ決勝トーナメント1回戦・SSラツィオ戦2ndレグ (1-0) ではヘディングで決勝点を挙げた。
2013-14シーズン、ラリーガ最終節、優勝を争うFCバルセロナとの直接対では1-0とリードを許すが、コーナーキックから頭で同点ゴールを決め、引き分けることに成功、バルセロナに競り勝ち、18年ぶりとなるリーガ制覇に貢献した。同シーズンのUEFAチャンピオンズリーグ決勝では先制点を決めたが、試合終了間際に同点ゴールを決められると延長の末にレアル・マドリードに敗れ、2冠達成はならなかった。2017-18シーズンのUEFAヨーロッパリーグでは決勝ではオリンピック・マルセイユを破り、2度目のヨーロッパリーグ制覇を助けた。
2018-19シーズンからは昨シーズン限りで退団したガビに代わってキャプテンを引き継いだ。
2019年5月7日、2018-19シーズン限りで契約満了で退団すると発表した。5月12日、ホームでの最終戦となったセビージャFC戦で、キャプテンマークをコケに受け渡した。
アトレティコでは9年間プレーし、387試合に出場し、アトレティコの数々のタイトル獲得や、2度のチャンピオンズリーグ決勝進出に大きく貢献した。

### インテルナツィオナーレ・ミラノ
2019年7月1日、インテルナツィオナーレ・ミラノに加入した。契約期間は3年間。
セリエA第2節のカリアリ戦で途中出場しインテルでのデビューとなった。7月13日のトリノ戦で移籍後初ゴールとなる決勝ゴールを決めた。ヨーロッパリーグ決勝のセビージャ戦では、ヘディングで試合を振り出しに戻すゴールを決めたが、チームは2-3と敗れ、自身3度目の同タイトル制覇はならなかった。しかしこの試合のゴールで、チャンピオンズリーグ、ヨーロッパリーグの決勝でそれぞれゴールを決めた史上6人目の選手となった(前身の名称での大会を含む。)。しかしコンテ監督のもとではベンチスタートになるなど、完全なレギュラーを獲得するまでに至らず、セリエAでの出場は23試合に留まった。シーズン後半にはトッテナム、マンチェスター・ユナイテッドといったチームへの移籍の可能性が報道されたこともあった。

### カリアリ・カルチョ
2020年9月25日、カリアリ・カルチョへの移籍が決定。契約は3年間。10月4日のアタランタ戦で移籍後初ゴールを挙げた。

### アトレチコ・ミネイロ
2022年1月12日、カリアリとの契約を双方合意で解除し、アトレチコ・ミネイロへ加入することが発表された。しかし加入後は、ポジション争いに苦戦して8試合の出場に留まり、双方合意で契約解除するとが発表された。

### CAベレス・サルスフィエルド
2022年6月21日、CAベレス・サルスフィエルドへフリー移籍することが発表された。
2023年7月31日、現役引退を表明した。

## 代表歴

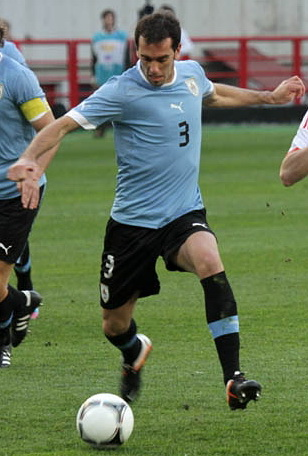
ウルグアイ代表でのゴディン

19歳の時、グアダラハラで行われたメキシコとの親善試合でウルグアイ代表としての初キャップを刻み、その後代表に定着。2007年にはコパ・アメリカ2007に出場した。
2010年には南アフリカで開催された2010 FIFAワールドカップのメンバーに選出され、グループリーグ初戦のフランス戦 (0-0) では3バックの左、2戦目の南アフリカ戦は4バックの中央でフル出場したが、コンディション不良のために最終戦のメキシコ戦には出場しなかった。決勝トーナメント1回戦の韓国戦は前半45分間の出場にとどまり、準々決勝のガーナ戦は欠場した。準決勝のオランダ戦、3位決定戦のドイツ戦にはフル出場したが、いずれも2-3で敗れた。
2011年にはコパ・アメリカ2011に出場するウルグアイ代表に選出され、チームは優勝したが、自身は負傷の影響もあって若手のセバスティアン・コアテスにポジションを譲り、決勝のパラグアイ戦の終盤に途中出場した1試合の出場に留まった。2014 FIFAワールドカップのメンバーに選出され、グループリーグ第2戦のイングランド戦、第3戦のイタリア戦ではキャプテンとしてプレー。イタリア戦ではウルグアイの決勝トーナメント進出を決める決勝点を挙げた。2016年6月13日、コパ・アメリカ・センテナリオのジャマイカ戦で代表100試合出場を達成した。2018 FIFAワールドカップ出場し、ベスト8進出に貢献し、FIFAドリームチームのメンバーにも選ばれた。2019年のチャイナカップ、タイ戦で126試合出場を達成し、ウルグアイ代表史上最多出場記録を更新した。2021年10月には2022 FIFAワールドカップ・南米予選のアルゼンチン戦で代表通算150試合出場を果たした。

## エピソード
- 2017-18シーズンのラ・リーガ第22節バレンシア戦にて、後半49分、グリーズマンのフリーキックに合わせようとしたところ、相手キーパーのブラジル代表GKネトと接触した。これにより、ゴディンは口元を強打し、上顎の歯三本が脱落してしまった。しかし、その後の手術により復元し、第24節のアスレチック・ビルバオ戦では後半からピッチに立ち、元気な姿を見せている。また、その後ネトもSNS上でゴディンに謝罪している[26]。
- 少年期には攻撃的なポジションでプレー[27]、当時のアイドルは、エンツォ・フランチェスコリ、プロ入り後はカルレス・プジョルに憧れたという[27]。

## 個人成績

### クラブ
| クラブ                   | シーズン     | リーグ戦              | リーグ戦 | リーグ戦 | 国内カップ | 国内カップ | 国際大会 | 国際大会 | その他 | その他 | 合計 | 合計 |
| クラブ                   | シーズン     | ディビジョン          | 出場     | 得点     | 出場       | 得点       | 出場     | 得点     | 出場   | 得点   | 出場 | 得点 |
| ------------------------ | ------------ | --------------------- | -------- | -------- | ---------- | ---------- | -------- | -------- | ------ | ------ | ---- | ---- |
| セロ                     | 2003         | ウルグアイ1部         | 2        | 0        | 0          | 0          | -        | -        | -      | -      | 2    | 0    |
| セロ                     | 2004         | ウルグアイ1部         | 14       | 0        | 1          | 0          | -        | -        | -      | -      | 15   | 0    |
| セロ                     | 2005         | ウルグアイ1部         | 17       | 1        | 0          | 0          | -        | -        | -      | -      | 17   | 1    |
| セロ                     | 2006         | ウルグアイ1部         | 30       | 5        | 0          | 0          | -        | -        | -      | -      | 30   | 5    |
| セロ                     | 通算         | 通算                  | 63       | 6        | 1          | 0          | -        | -        | -      | -      | 64   | 6    |
| ナシオナル               | 2006-07      | ウルグアイ1部         | 26       | 0        | 4          | 0          | 16       | 2        | -      | -      | 46   | 2    |
| ビジャレアル             | 2007-08      | ラ・リーガ            | 24       | 1        | 3          | 0          | 7        | 0        | -      | -      | 34   | 1    |
| ビジャレアル             | 2008-09      | ラ・リーガ            | 31       | 0        | 0          | 0          | 7        | 0        | -      | -      | 38   | 0    |
| ビジャレアル             | 2009-10      | ラ・リーガ            | 36       | 3        | 2          | 0          | 6        | 0        | -      | -      | 44   | 3    |
| ビジャレアル             | 通算         | 通算                  | 91       | 4        | 5          | 0          | 20       | 0        | -      | -      | 116  | 4    |
| アトレティコ・マドリード | 2010-11      | ラ・リーガ            | 25       | 0        | 1          | 1          | 3        | 1        | 1      | 0      | 30   | 2    |
| アトレティコ・マドリード | 2011-12      | ラ・リーガ            | 27       | 2        | 1          | 0          | 13       | 1        | -      | -      | 41   | 3    |
| アトレティコ・マドリード | 2012-13      | ラ・リーガ            | 35       | 1        | 5          | 0          | 1        | 0        | 1      | 0      | 42   | 1    |
| アトレティコ・マドリード | 2013-14      | ラ・リーガ            | 34       | 4        | 5          | 2          | 10       | 2        | 2      | 0      | 51   | 8    |
| アトレティコ・マドリード | 2014-15      | ラ・リーガ            | 34       | 3        | 3          | 0          | 9        | 1        | 2      | 0      | 48   | 4    |
| アトレティコ・マドリード | 2015-16      | ラ・リーガ            | 31       | 1        | 3          | 0          | 12       | 0        | -      | -      | 46   | 1    |
| アトレティコ・マドリード | 2016-17      | ラ・リーガ            | 31       | 3        | 5          | 0          | 11       | 0        | -      | -      | 47   | 3    |
| アトレティコ・マドリード | 2017-18      | ラ・リーガ            | 30       | 0        | 3          | 1          | 12       | 0        | -      | -      | 45   | 1    |
| アトレティコ・マドリード | 2018-19      | ラ・リーガ            | 30       | 3        | 2          | 0          | 6        | 1        | 1      | 0      | 39   | 4    |
| アトレティコ・マドリード | 通算         | 通算                  | 277      | 17       | 28         | 4          | 77       | 6        | 7      | 0      | 389  | 27   |
| インテル                 | 2019-20      | セリエA               | 23       | 1        | 2          | 0          | 11       | 1        | -      | -      | 36   | 2    |
| カリアリ                 | 2020-21      | セリエA               | 28       | 1        | 0          | 0          | -        | -        | -      | -      | 28   | 1    |
| カリアリ                 | 2021-22      | セリエA               | 11       | 0        | 1          | 0          | -        | -        | -      | -      | 12   | 0    |
| カリアリ                 | 通算         | 通算                  | 39       | 1        | 1          | 0          | -        | -        | -      | -      | 40   | 1    |
| アトレチコ・ミネイロ     | 2022         | ブラジレイロ・セリエA | 1        | 0        | 1          | 0          | 2        | 0        | 5      | 1      | 9    | 1    |
| ベレス・サルスフィエルド | 2022         | アルゼンチン1部       | 6        | 1        | 0          | 0          | 2        | 0        | -      | -      | 8    | 1    |
| ベレス・サルスフィエルド | 2023         | アルゼンチン1部       | 13       | 0        | 1          | 0          | -        | -        | -      | -      | 14   | 0    |
| ベレス・サルスフィエルド | 通算         | 通算                  | 19       | 1        | 1          | 0          | 2        | 0        | -      | -      | 22   | 1    |
| キャリア通算             | キャリア通算 | キャリア通算          | 539      | 30       | 43         | 4          | 128      | 9        | 12     | 1      | 722  | 44   |

## 代表歴

### 出場大会
- ウルグアイ代表
  - 2010 FIFAワールドカップ
  - 2014 FIFAワールドカップ
  - 2018 FIFAワールドカップ
  - 2022 FIFAワールドカップ

### 試合数
- 国際Aマッチ 161試合 8得点（2005年-2022年）[28]

| ウルグアイ代表 | 国際Aマッチ | 国際Aマッチ |
| 年             | 出場        | 得点        |
| -------------- | ----------- | ----------- |
| 2005           | 1           | 0           |
| 2006           | 9           | 3           |
| 2007           | 8           | 0           |
| 2008           | 9           | 0           |
| 2009           | 9           | 0           |
| 2010           | 7           | 0           |
| 2011           | 9           | 0           |
| 2012           | 9           | 0           |
| 2013           | 14          | 0           |
| 2014           | 11          | 1           |
| 2015           | 11          | 3           |
| 2016           | 9           | 1           |
| 2017           | 7           | 0           |
| 2018           | 11          | 0           |
| 2019           | 11          | 0           |
| 2020           | 4           | 0           |
| 2021           | 14          | 0           |
| 2022           | 8           | 0           |
| 通算           | 161         | 8           |

### 得点
| # | 開催日         | 開催地                                             | 対戦国                 | スコア | 結果 | 大会                              |
| - | -------------- | -------------------------------------------------- | ---------------------- | ------ | ---- | --------------------------------- |
| 1 | 2006年5月27日  | ベオグラード、スタディオン・ツルヴェナ・ズヴェズダ | セルビア・モンテネグロ | 1–1    | 1–1  | 親善試合                          |
| 2 | 2006年8月16日  | アレクサンドリア、アレクサンドリア・スタジアム     | エジプト               | 0–1    | 0–2  | 親善試合                          |
| 3 | 2006年10月18日 | モンテビデオ、エスタディオ・センテナリオ           | ベネズエラ             | 1–0    | 4–0  | 親善試合                          |
| 4 | 2014年6月24日  | ナタール、アレーナ・ダス・ドゥーナス               | イタリア               | 0–1    | 0–1  | 2014 FIFAワールドカップ           |
| 5 | 2015年10月8日  | ラパス、エスタディオ・エルナンド・シレス           | ボリビア               | 0–1    | 0–2  | 2018 FIFAワールドカップ・南米予選 |
| 6 | 2015年10月13日 | モンテビデオ、エスタディオ・センテナリオ           | コロンビア             | 1–0    | 3–0  | 2018 FIFAワールドカップ・南米予選 |
| 7 | 2015年11月17日 | モンテビデオ、エスタディオ・センテナリオ           | チリ                   | 1–0    | 3–0  | 2018 FIFAワールドカップ・南米予選 |
| 8 | 2016年6月5日   | グレンデール、ステートファーム・スタジアム         | メキシコ               | 1–1    | 3–1  | コパ・アメリカ・センテナリオ      |

## タイトル

### クラブ
ナシオナル
- リギージャ・プレ＝リベルタドーレス（スペイン語版） (1) : 2006-07

アトレティコ・マドリード
- リーガ・エスパニョーラ (1) : 2013-14
- コパ・デル・レイ (1) : 2012-13
- スーペルコパ・デ・エスパーニャ (1) : 2014
- UEFAヨーロッパリーグ (2) : 2011-12, 2017-18
- UEFAスーパーカップ (3) : 2010, 2012, 2018

アトレチコ・ミネイロ
- スーペルコパ・ド・ブラジル (1) : 2022
- カンピオナート・ミネイロ (1) : 2022

### 代表
ウルグアイ代表
- コパ・アメリカ (1) : 2011

### 個人
- リーガ・エスパニョーラ・最優秀ディフェンダー：1回（2015-16）
- リーガ・エスパニョーラ ベストイレブン　2013-14, 2015-16
- FIFAワールドカップ ドリームチーム：2018
- UEFAチャンピオンズリーグ　ベストイレブン　2013-14, 2015-16, 2016-17
- UEFAヨーロッパリーグ　ベストイレブン　2017-18